# Pesnik
Pésnik (ž. pésnica) ali poét (ž. poétinja, poetésa, poétka) je tisti, ki piše pesmi oziroma poezijo. Že v najstarejših spisih človeštva najdemo zapise z versko, modroslovno, estetsko, pravosodno, moralno, politično ali zgodovinsko vsebino, ki je zapisana v obliki pesmi. Sem spadajo svete knjige Indijcev - Vede in Upanišade ter tudi naše Sveto pismo vsebuje mnoge pesniške oblike. Prvi pesniki so bili pravzaprav svečeniki, misleci in preroki, ki so se izražali na svojski, vendar svoji okolici dobro razumljiv način. Tudi stari grški, rimski in arabski modreci so znali v vezani besedi - pesmi, izražati globoke misli svojega časa. Iz poezije so se razvile povesti in drame in vse lepe književnosti.

## Pesnik je posvečen človek
Pesnik je lahko samo tisti človek, ki ima za pesnjenje talent - naravni dar, da dojame za človeške pojme presegajočega, neskončnega boga ali pojem ideje, simbol neznanih skrivnosti, pojem domovine, pojem naroda ali idealne žene. Pesnik služi idealu, brez njega ni poezije. Ideal rešuje pesnika pred »povsakdanjenjem«, kaže mu zvezde nad blatnimi cestami vsakdanjega življenja, napaja ga s tolažilom lepote in misli. Pesnik ga išče s čustvi, izraža ga z besedami, ki se dotikajo naših src kakor čudovita glasba. Govori nam misli, ki žive z nami in v nas, zato so veliki pesniki v vseh časih, bili in so glasniki novih nazorov, novih verovanj, oznanjevalci velikih duševnih revolucij. Pesnik nikoli ne nagovarja »vseh povprek«, pač pa izbrance po duhu, zato je mnogim tudi težko razumljiv.